# Masuzonoblemus
Masuzonoblemus is een geslacht van kevers uit de familie van de loopkevers (Carabidae). De wetenschappelijke naam van het geslacht is voor het eerst geldig gepubliceerd in 1989 door Ueno.

## Soorten
Het geslacht Masuzonoblemus omvat de volgende soorten:
- Masuzonoblemus humeratus Ueno, 1991
- Masuzonoblemus tristis Ueno, 1989